# Alfred-Wegener-Medaille
Die Alfred-Wegener-Medaille ist ein Preis in Meteorologie der Deutschen Meteorologischen Gesellschaft. Sie ist nach Alfred Wegener benannt und wird seit 1968 verliehen. Die Medaille soll an Persönlichkeiten verliehen werden, die sich als Wissenschaftler hervorragende Verdienste in der Meteorologie erworben haben.

## Preisträger
- 1968: Christian Junge
- 1968: Martin Rodewald
- 1971: Karl-Heinz Hinkelmann
- 1974: Heinz H. Lettau
- 1977: Fritz Möller
- 1980: Helmut E. Landsberg
- 1983: Hermann Flohn
- 1986: Joachim P. Kuettner
- 1986: Friedrich Wippermann
- 1989: Hans Hinzpeter
- 1992: Heinz Fortak
- 1995: Hans-Jürgen Bolle
- 1998: Lutz Hasse
- 2001: Ulrich Schumann
- 2005: Karin Labitzke
- 2007: Stefan Hastenrath
- 2010: Klaus Fraedrich
- 2013: Dieter Etling
- 2016: Andreas Hense
- 2019: Mojib Latif, Susanne Crewell
- 2022: Christoph Kottmeier